# 1954-es Formula–1 svájci nagydíj
A svájci nagydíj volt az 1954-es Formula–1 világbajnokság hetedik futama, amelyet 1954. augusztus 22-én rendeztek meg a svájci Circuit Bremgartenen, Bremgarten bei Bern mellett.

## Futam
Farina az előző évi Monzai versenybaleset sérülései miatt, Ascari és Villoresi pedig a Lanciára várva nem vett részt a versenyen.
Bremagartenben González szerezte meg a pole-pozíciót Fangio előtt, de végül a Maestro honfitársa előtt ért célba, majd egy perccel, és a verseny leggyorsabb körét is megfutotta. A két argentin mögé, a Fangio német csapattársa, Hans Herrmann állhatott fel. A két utolsó pontszerző helyen két maseratis pilóta, az argentin Roberto Mieres és az olasz Sergio Mantovani ért célba.
| Helyezés | Rajtszám | Versenyző             | Csapat/Motor | Futott kör | Idő/Kiesés oka    | Rajthely | Pont |
| -------- | -------- | --------------------- | ------------ | ---------- | ----------------- | -------- | ---- |
| 1        | 4        | Juan Manuel Fangio    | Mercedes     | 66         | 3h00:34.5         | 2        | 9    |
| 2        | 20       | José Froilán González | Ferrari      | 66         | + 57.8            | 1        | 6    |
| 3        | 6        | Hans Herrmann         | Mercedes     | 65         | + 1 kör           | 7        | 4    |
| 4        | 30       | Roberto Mieres        | Maserati     | 64         | + 2 kör           | 12       | 3    |
| 5        | 28       | Sergio Mantovani      | Maserati     | 64         | + 2 kör           | 9        | 2    |
| 6        | 18       | Ken Wharton           | Maserati     | 64         | + 2 kör           | 8        |      |
| 7        | 24       | Umberto Maglioli      | Ferrari      | 61         | + 5 kör           | 11       |      |
| 8        | 2        | Jacques Swaters       | Ferrari      | 58         | + 8 kör           | 16       |      |
| Ki       | 8        | Karl Kling            | Mercedes     | 38         | Üzemanyagrendszer | 5        |      |
| Ki       | 26       | Maurice Trintignant   | Ferrari      | 33         | Motorhiba         | 4        |      |
| Ki       | 22       | Mike Hawthorn         | Ferrari      | 30         | Olajszivárgás     | 6        |      |
| Ki       | 34       | Harry Schell          | Maserati     | 23         | Olajpumpa         | 13       |      |
| Ki       | 32       | Stirling Moss         | Maserati     | 21         | Olajpumpa         | 3        |      |
| Ki       | 14       | Fred Wacker           | Gordini      | 10         | Erőátvitel        | 15       |      |
| Ki       | 10       | Jean Behra            | Gordini      | 8          | Kuplung           | 14       |      |
| Ki       | 12       | Clemar Bucci          | Gordini      | 0          | Üzemanyagpumpa    | 10       |      |
| NI       | 24       | Robert Manzon         | Ferrari      |            | Baleset           |          |      |

## Statisztikák
Vezető helyen:
- Juan Manuel Fangio: 66 (1–66)

Fangio 12. győzelme, 13. (R) leggyorsabb köre, González 2. pole-pozíciója.
- Mercedes 3. győzelme.